# 太鼓山スノーどんどんパーク in スイス村
太鼓山スノーどんどんパーク in スイス村（たいこやまスノーどんどんパークいんスイスむら）は、京都府京丹後市弥栄町野中2562 京丹後森林公園スイス村にあるスノーパーク。旧称は森林公園スイス村スキー場（しんりんこうえんスイスむらスキーじょう）。
1984年（昭和59年）に森林公園スイス村スキー場としてオープンし、ピーク時には約4万2000人のスキー客を集めたが、2019年（令和元年）10月に営業を休止した。2022年（令和4年）1月8日、ゲレンデを活用してスノーパークの太鼓山スノーどんどんパーク in スイス村がオープンした。指定管理者は株式会社エーゲル。

## 歴史

### 野間地域の離村
京都府竹野郡弥栄町野間地域（旧・竹野郡野間村）は丹後半島内陸部にあり、冬季には積雪が多い豪雪地帯に含まれていた。1963年（昭和38年）の昭和38年1月豪雪（三八豪雪）では野間地域からの離村が進行し、1964年（昭和39年）には太鼓山山麓の住山集落などが廃村となった。

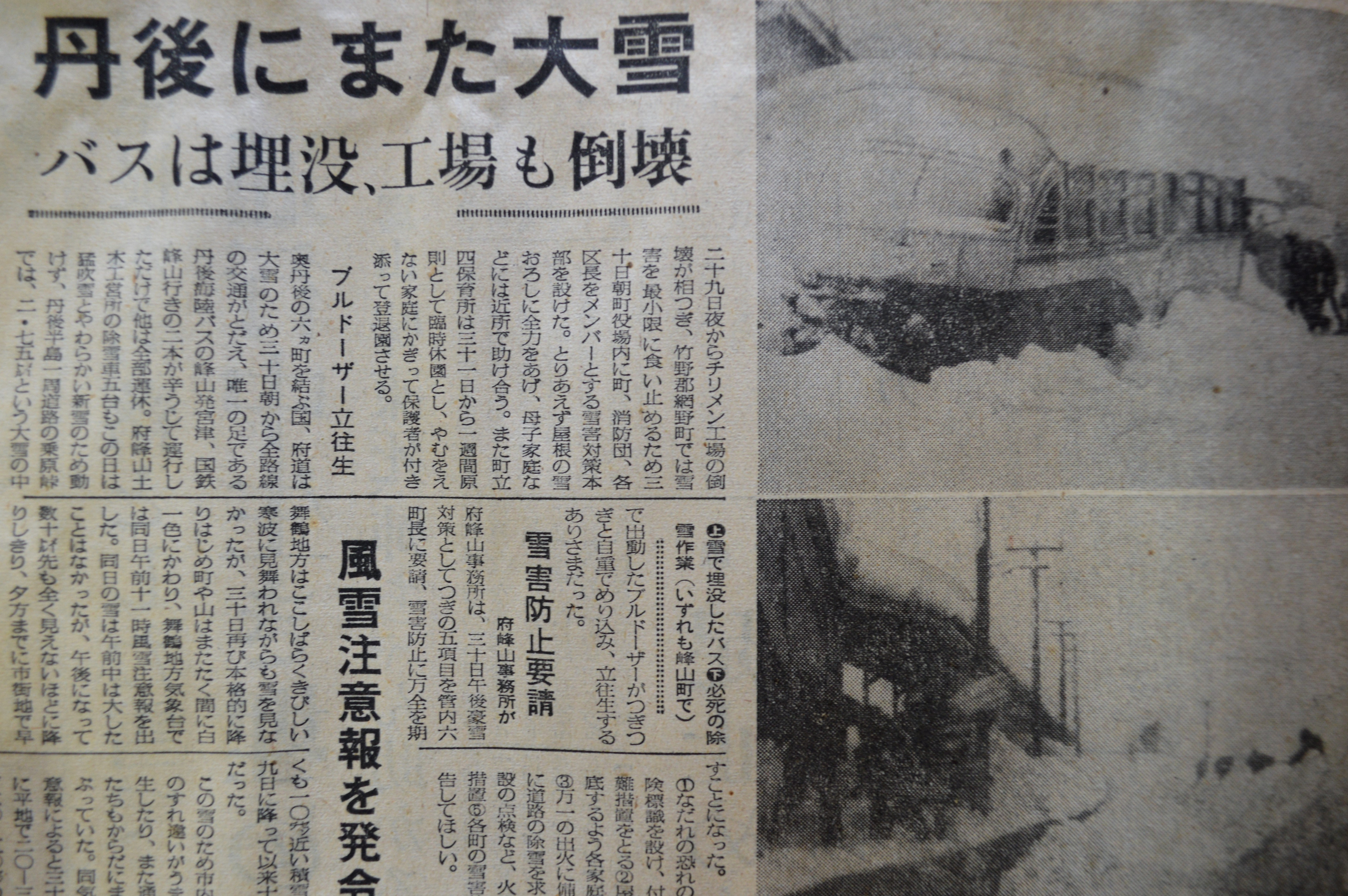
昭和38年1月豪雪（三八豪雪）における丹後半島の被害
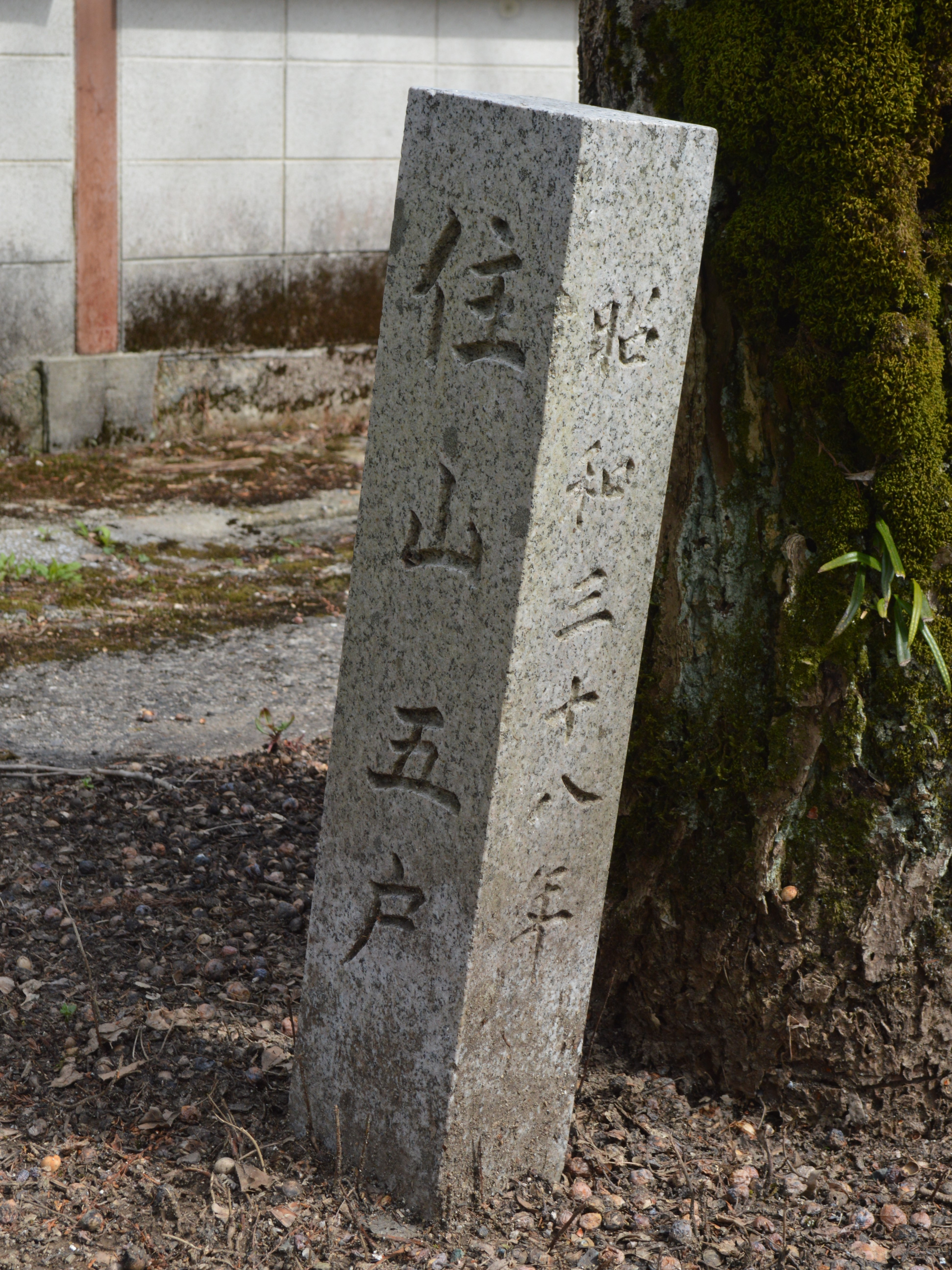
住山集落の離村を伝える記念碑

### 森林公園スイス村スキー場

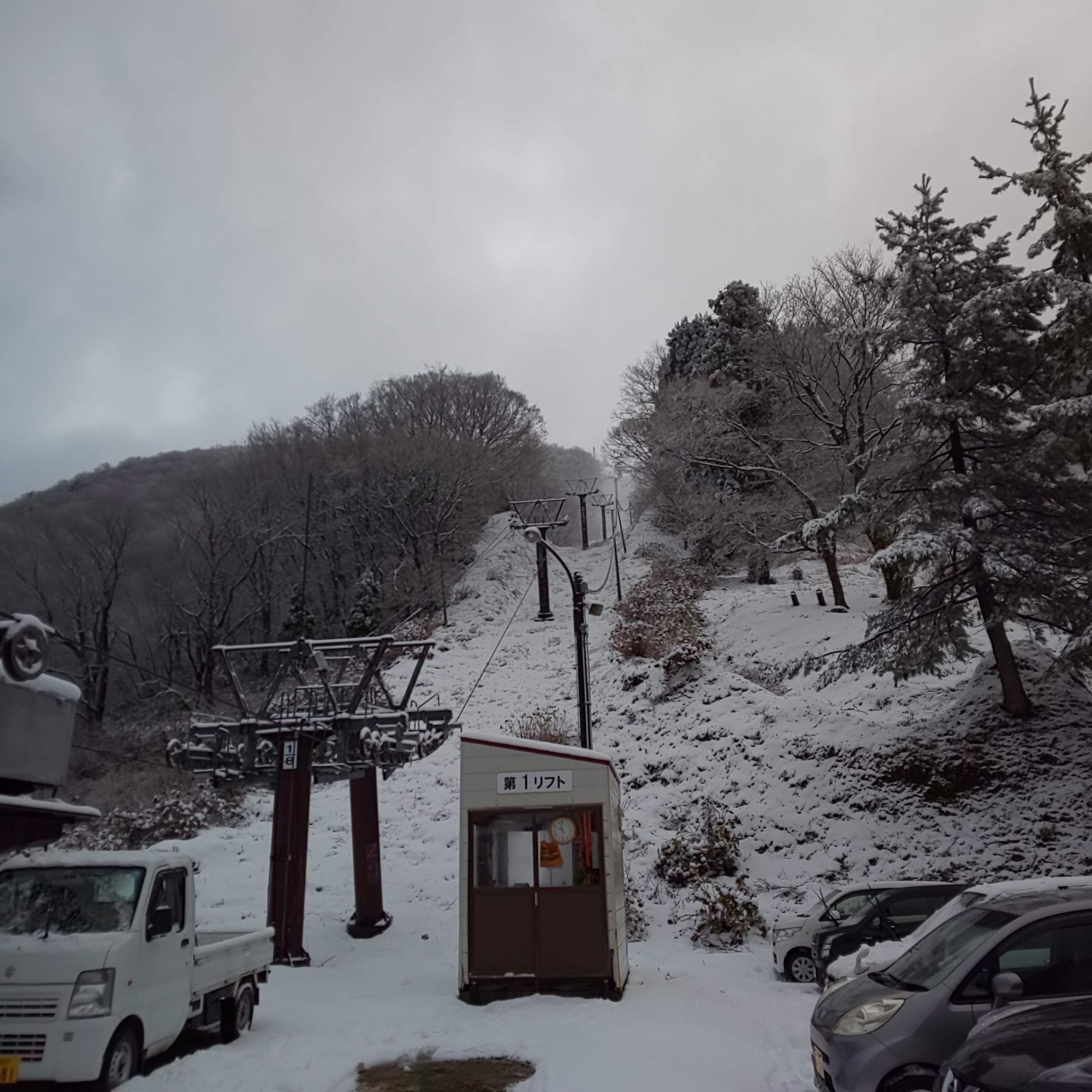
森林公園スイス村スキー場時代の第1リフト

離村集落の土地は国が買い上げたうえで弥栄町に払い下げられ、1978年（昭和53年）には弥栄町森林公園スイス村がオープンした。1984年（昭和59年）には森林公園スイス村スキー場もオープンし、ピークの1991年度（平成3年度）には約4万2000人のスキー客を集めた。
その後はスキー客が減少し、2009年度（平成21年度）に1万人を下回った。2016年（平成28年）には京都府北部地域において唯一のスキー場となり、晩年にはピーク時の1割程度のスキー客数にとどまっていた。
2018年度（平成30年度）には「70年間経験したことがない」ほどの雪不足で営業ができず、設備の老朽化、スキー人口の減少、近年の雪不足などを背景とし、2019年（令和元年）10月には2019年度（令和元年度）と2020年度（令和2年度）の営業休止が決定した。営業再開が困難であることから、実質的な閉鎖であると報じられた。

### スノーどんどんパーク

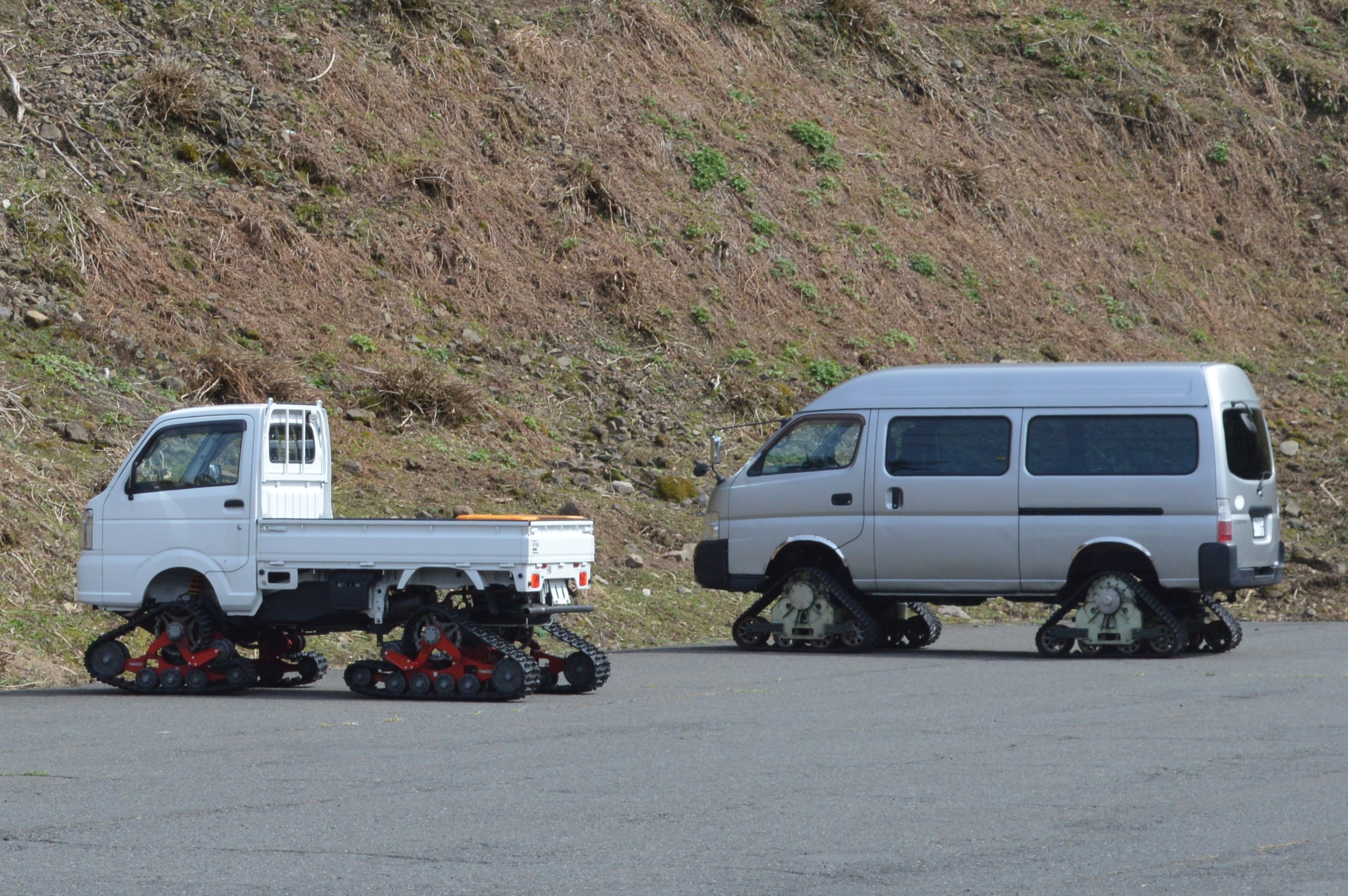
スノーどんどんパークで用いられている雪上車

2022年（令和4年）1月8日、森林公園スイス村スキー場の跡地にスノーパークのスノーどんどんパーク in スイス村がオープンした。

## 特色
ピーク時には近畿地方全域から集客していた。ゲレンデの60パーセントが初級者向けとなっているファミリー向けのスキー場だったが、ボードパークの設置や、上級者・中級者向けコースの整備も行われていた。

## 交通
自動車
- 舞鶴若狭自動車道 福知山ICから75km 約120分
- 山陰近畿自動車道 京丹後大宮ICから30km 約45分